# 수잔나 러브
수잔나 러브(Suzanna Love, 1950년 4월 8일 ~ )는 미국의 배우, 영화배우이다. 뉴욕에서 태어났다. 1980년대 남편인 울리 롬멜 감독과의 콜라보레이션으로 유명한 미국의 전직 배우이자 시나리오 작가이다. 그녀는 롬멜의 초자연적 슬래셔 영화 보기맨(The Boogeyman, 1980)과 심리 스릴러 올리비아(Olivia, 1983)에 출연했다. 그녀는 또한 로멜의 공포 영화 브레인웨이브스(BrainWaves, 1982)와 데번스빌 테러(The Devonsville Terror, 1983)에서 공동 집필하고 주연을 맡았다. 그녀는 연기를 중단하기 전에 롬멜의 공상 과학 뮤지컬 영화 스트레인저스 인 패러다이스(Strangers in Paradise, 1984)와 리벤지 오브 더 스톨른 스타스(Revenge of the Stolen Stars, 1985)에 비중이 작은 역으로 출연을 했다.

## 영화
- 스타루비의 저주 (1985년)
- 헤어 (영화) (1979년)